# Bodolyabér megállóhely
Bodolyabér megállóhely egy Baranya vármegyei vasúti megállóhely Bodolyabér településen, a MÁV üzemeltetésében.
Külterületek közt helyezkedik el, Egyházbér településrész lakott területének keleti szélétől mintegy fél kilométerre keletre; közúti elérését egy, a 6602-es útból kiágazó önkormányzati út teszi lehetővé.
A megállóhelyen 2022. április 3-án üzemkezdettől megszűnt a személyforgalom, a vonatok a továbbiakban itt csak áthaladnak.

## Vasútvonalak
A megállóhelyet az alábbi vasútvonalak érintik:
- Godisa–Komló-vasútvonal

## Kapcsolódó állomások
A megállóhelyhez az alábbi állomások vannak a legközelebb:
- Godisa vasútállomás (Godisa–Komló-vasútvonal)
- Magyarhertelend megállóhely (Godisa–Komló-vasútvonal)

## Forgalom
| Járat        | Útvonal | Gyakoriság   |
| ------------ | --- | ------------ |
| személyvonat | Komló – Mecsekjánosi – Mecsekpölöske – Magyarszék – Magyarhertelend – Bodolyabér – Godisa – Sásd (– Vásárosdombó – Kaposszekcső) – Dombóvár | Napi 5-6 pár |